# Lista planetelor minore/37001–37100
Aceasta este Lista planetelor minore/37001–37100; pentru a naviga prin lista completă vezi Lista planetelor minore.
Pentru ale detalii vezi și Proiect:Astronomie sau Portal:Astronomie.
| Nume                 | Denumire provizorie | Data descoperirii | Locul descoperirii   | Descoperitor(i)           |
| -------------------- | ------------------- | ----------------- | -------------------- | ------------------------- |
| 37001 -              | 2000 TL29           | 3 octombrie 2000  | Socorro              | LINEAR                    |
| 37002 -              | 2000 TP29           | 3 octombrie 2000  | Socorro              | LINEAR                    |
| 37003 -              | 2000 TF35           | 6 octombrie 2000  | Anderson Mesa        | LONEOS                    |
| 37004 -              | 2000 TN36           | 6 octombrie 2000  | Anderson Mesa        | LONEOS                    |
| 37005 -              | 2000 TO37           | 1 octombrie 2000  | Socorro              | LINEAR                    |
| 37006 -              | 2000 TS37           | 1 octombrie 2000  | Socorro              | LINEAR                    |
| 37007 -              | 2000 TY37           | 1 octombrie 2000  | Socorro              | LINEAR                    |
| 37008 -              | 2000 TB38           | 1 octombrie 2000  | Socorro              | LINEAR                    |
| 37009 -              | 2000 TC41           | 1 octombrie 2000  | Socorro              | LINEAR                    |
| 37010 -              | 2000 TW42           | 1 octombrie 2000  | Socorro              | LINEAR                    |
| 37011 -              | 2000 TZ48           | 1 octombrie 2000  | Socorro              | LINEAR                    |
| 37012 -              | 2000 TP51           | 1 octombrie 2000  | Socorro              | LINEAR                    |
| 37013 -              | 2000 TA54           | 1 octombrie 2000  | Socorro              | LINEAR                    |
| 37014 -              | 2000 TW55           | 1 octombrie 2000  | Socorro              | LINEAR                    |
| 37015 -              | 2000 TY55           | 1 octombrie 2000  | Socorro              | LINEAR                    |
| 37016 -              | 2000 TE57           | 2 octombrie 2000  | Anderson Mesa        | LONEOS                    |
| 37017 -              | 2000 TG57           | 2 octombrie 2000  | Anderson Mesa        | LONEOS                    |
| 37018 -              | 2000 TE60           | 2 octombrie 2000  | Anderson Mesa        | LONEOS                    |
| 37019 -              | 2000 TA61           | 2 octombrie 2000  | Anderson Mesa        | LONEOS                    |
| 37020 -              | 2000 TE68           | 6 octombrie 2000  | Anderson Mesa        | LONEOS                    |
| 37021 -              | 2000 UB1            | 21 octombrie 2000 | Observatorul Višnjan | K. Korlević               |
| 37022 Robertovittori | 2000 UT1            | 22 octombrie 2000 | Sormano⁠(d)           | F. Manca⁠(d), G. Ventre⁠(d) |
| 37023 -              | 2000 UD2            | 22 octombrie 2000 | Observatorul Višnjan | K. Korlević               |
| 37024 -              | 2000 UM5            | 24 octombrie 2000 | Socorro              | LINEAR                    |
| 37025 -              | 2000 US5            | 24 octombrie 2000 | Socorro              | LINEAR                    |
| 37026 -              | 2000 UF6            | 24 octombrie 2000 | Socorro              | LINEAR                    |
| 37027 -              | 2000 UO6            | 24 octombrie 2000 | Socorro              | LINEAR                    |
| 37028 -              | 2000 UR6            | 24 octombrie 2000 | Socorro              | LINEAR                    |
| 37029 -              | 2000 UZ6            | 24 octombrie 2000 | Socorro              | LINEAR                    |
| 37030 -              | 2000 UB7            | 24 octombrie 2000 | Socorro              | LINEAR                    |
| 37031 -              | 2000 UD8            | 24 octombrie 2000 | Socorro              | LINEAR                    |
| 37032 -              | 2000 UL8            | 24 octombrie 2000 | Socorro              | LINEAR                    |
| 37033 -              | 2000 UX8            | 24 octombrie 2000 | Socorro              | LINEAR                    |
| 37034 -              | 2000 UC9            | 24 octombrie 2000 | Socorro              | LINEAR                    |
| 37035 -              | 2000 UQ10           | 24 octombrie 2000 | Socorro              | LINEAR                    |
| 37036 -              | 2000 UA20           | 24 octombrie 2000 | Socorro              | LINEAR                    |
| 37037 -              | 2000 UK21           | 24 octombrie 2000 | Socorro              | LINEAR                    |
| 37038 -              | 2000 UN21           | 24 octombrie 2000 | Socorro              | LINEAR                    |
| 37039 -              | 2000 UX21           | 24 octombrie 2000 | Socorro              | LINEAR                    |
| 37040 -              | 2000 UP22           | 24 octombrie 2000 | Socorro              | LINEAR                    |
| 37041 -              | 2000 UZ22           | 24 octombrie 2000 | Socorro              | LINEAR                    |
| 37042 -              | 2000 UN25           | 24 octombrie 2000 | Socorro              | LINEAR                    |
| 37043 -              | 2000 US26           | 24 octombrie 2000 | Socorro              | LINEAR                    |
| 37044 Papymarcel     | 2000 UE29           | 27 octombrie 2000 | Le Creusot           | J.-C. Merlin⁠(d)           |
| 37045 -              | 2000 UG34           | 24 octombrie 2000 | Socorro              | LINEAR                    |
| 37046 -              | 2000 UP35           | 24 octombrie 2000 | Socorro              | LINEAR                    |
| 37047 -              | 2000 UU35           | 24 octombrie 2000 | Socorro              | LINEAR                    |
| 37048 -              | 2000 UZ36           | 24 octombrie 2000 | Socorro              | LINEAR                    |
| 37049 -              | 2000 UC38           | 24 octombrie 2000 | Socorro              | LINEAR                    |
| 37050 -              | 2000 UW38           | 24 octombrie 2000 | Socorro              | LINEAR                    |
| 37051 -              | 2000 UH39           | 24 octombrie 2000 | Socorro              | LINEAR                    |
| 37052 -              | 2000 UO39           | 24 octombrie 2000 | Socorro              | LINEAR                    |
| 37053 -              | 2000 UQ39           | 24 octombrie 2000 | Socorro              | LINEAR                    |
| 37054 -              | 2000 UD40           | 24 octombrie 2000 | Socorro              | LINEAR                    |
| 37055 -              | 2000 UT40           | 24 octombrie 2000 | Socorro              | LINEAR                    |
| 37056 -              | 2000 UD42           | 24 octombrie 2000 | Socorro              | LINEAR                    |
| 37057 -              | 2000 UN42           | 24 octombrie 2000 | Socorro              | LINEAR                    |
| 37058 -              | 2000 US42           | 24 octombrie 2000 | Socorro              | LINEAR                    |
| 37059 -              | 2000 UO43           | 24 octombrie 2000 | Socorro              | LINEAR                    |
| 37060 -              | 2000 UK45           | 24 octombrie 2000 | Socorro              | LINEAR                    |
| 37061 -              | 2000 UL45           | 24 octombrie 2000 | Socorro              | LINEAR                    |
| 37062 -              | 2000 UR45           | 24 octombrie 2000 | Socorro              | LINEAR                    |
| 37063 -              | 2000 UX45           | 24 octombrie 2000 | Socorro              | LINEAR                    |
| 37064 -              | 2000 UO48           | 24 octombrie 2000 | Socorro              | LINEAR                    |
| 37065 -              | 2000 UT48           | 24 octombrie 2000 | Socorro              | LINEAR                    |
| 37066 -              | 2000 UJ49           | 24 octombrie 2000 | Socorro              | LINEAR                    |
| 37067 -              | 2000 UW49           | 24 octombrie 2000 | Socorro              | LINEAR                    |
| 37068 -              | 2000 UZ49           | 24 octombrie 2000 | Socorro              | LINEAR                    |
| 37069 -              | 2000 UC50           | 24 octombrie 2000 | Socorro              | LINEAR                    |
| 37070 -              | 2000 UT51           | 24 octombrie 2000 | Socorro              | LINEAR                    |
| 37071 -              | 2000 UY51           | 24 octombrie 2000 | Socorro              | LINEAR                    |
| 37072 -              | 2000 UF52           | 24 octombrie 2000 | Socorro              | LINEAR                    |
| 37073 -              | 2000 UH53           | 24 octombrie 2000 | Socorro              | LINEAR                    |
| 37074 -              | 2000 UV53           | 24 octombrie 2000 | Socorro              | LINEAR                    |
| 37075 -              | 2000 UC54           | 24 octombrie 2000 | Socorro              | LINEAR                    |
| 37076 -              | 2000 UK54           | 24 octombrie 2000 | Socorro              | LINEAR                    |
| 37077 -              | 2000 UK55           | 24 octombrie 2000 | Socorro              | LINEAR                    |
| 37078 -              | 2000 UZ57           | 25 octombrie 2000 | Socorro              | LINEAR                    |
| 37079 -              | 2000 UM58           | 25 octombrie 2000 | Socorro              | LINEAR                    |
| 37080 -              | 2000 US58           | 25 octombrie 2000 | Socorro              | LINEAR                    |
| 37081 -              | 2000 UW59           | 25 octombrie 2000 | Socorro              | LINEAR                    |
| 37082 -              | 2000 UH60           | 25 octombrie 2000 | Socorro              | LINEAR                    |
| 37083 -              | 2000 UK60           | 25 octombrie 2000 | Socorro              | LINEAR                    |
| 37084 -              | 2000 UD61           | 25 octombrie 2000 | Socorro              | LINEAR                    |
| 37085 -              | 2000 UO63           | 25 octombrie 2000 | Socorro              | LINEAR                    |
| 37086 -              | 2000 UU63           | 25 octombrie 2000 | Socorro              | LINEAR                    |
| 37087 -              | 2000 UN67           | 25 octombrie 2000 | Socorro              | LINEAR                    |
| 37088 -              | 2000 UE70           | 25 octombrie 2000 | Socorro              | LINEAR                    |
| 37089 -              | 2000 UQ71           | 25 octombrie 2000 | Socorro              | LINEAR                    |
| 37090 -              | 2000 UB72           | 25 octombrie 2000 | Socorro              | LINEAR                    |
| 37091 -              | 2000 UK72           | 25 octombrie 2000 | Socorro              | LINEAR                    |
| 37092 -              | 2000 UG78           | 24 octombrie 2000 | Socorro              | LINEAR                    |
| 37093 -              | 2000 UE86           | 31 octombrie 2000 | Socorro              | LINEAR                    |
| 37094 -              | 2000 UD87           | 31 octombrie 2000 | Socorro              | LINEAR                    |
| 37095 -              | 2000 UR89           | 31 octombrie 2000 | Socorro              | LINEAR                    |
| 37096 -              | 2000 UY89           | 31 octombrie 2000 | Socorro              | LINEAR                    |
| 37097 -              | 2000 UM90           | 24 octombrie 2000 | Socorro              | LINEAR                    |
| 37098 -              | 2000 UL94           | 25 octombrie 2000 | Socorro              | LINEAR                    |
| 37099 -              | 2000 UM94           | 25 octombrie 2000 | Socorro              | LINEAR                    |
| 37100 -              | 2000 UH96           | 25 octombrie 2000 | Socorro              | LINEAR                    |